# 並木彩華
並木彩華（日语：／ Namiki Ayaka；2007年4月18日—）是生于千叶县的日本女演员、歌手、模特儿。她是“Ciao Girl”选拔成员並曾是組成“Ciào Smiles”的前成员。Amuse所属。

## 经历
2017年参加《ちゃおガール2017☆オーディション》并获得大奖 。
在赢得大奖后，作为新成员加入由“Ciao Girl”选拔成员组成的团体“Ciào Smiles”。

## 人物
- 特长是跳绳、游泳[4]。

## 演出作品

### 电视剧
2021年
- 我的丈夫在冰箱里睡觉 第1集（东京电视台）- 饰 並木

2022年
- Fight Song 第9集（TBS）- 饰 ヒデ&俊哉のファン
- 邁向未來的倒數10秒 最终集（朝日电视台）- 饰 河合日菜
- 靈媒偵探城塚翡翠 第3集（日本電視台）- 饰 吉原樱

2023年
- 假面騎士GEATS 第20集 - 第46集（朝日电视台）- 饰 貝羅芭/假面骑士BEROBA/假面骑士Glare II
- 特别连续剧 Lucky person（NHK BS Premium/BS4K）- 饰 南野遥
- Halation Love 第5集（朝日電視台）- 飾 中條

2024年
- 大叔的內褲怎樣都行！（東海電視台/富士電視台）- 飾 相沢香梨奈
- 高杉家的便當（中京電視台/日本電視台）- 飾 なつ希
- 獅子的藏身處（TBS）- 飾 岩崎萌香

2025年
- 如果她認為那就是愛（讀賣電視台/日本電視台）- 飾 篠木萌絵

### 剧场动画
2021年
- 名偵探柯南：緋色的彈丸（少女）

## 脚注

### 出典
1. 1 2  . www.amuse.co.jp.   [2023-06-05]. （原始内容存档于2023-06-02） （日语）.
2. ↑  . Deview. 2017-08-20  [2023-02-19]. （原始内容存档于2023-02-19） （日语）.
3. ↑  . Twitter.   [2023-06-05]. （原始内容存档于2023-02-19） （中文）.
4. ↑  . 日本タレント名鑑.   [2023-02-19]. （原始内容存档于2023-02-19）.
5. ↑  . マイナビニュース (マイナビ). 2022-10-22  [2023-02-19]. （原始内容存档于2023-01-13）.